# Robert Goddard
 Denne artikel omhandler fysikeren. For forfatteren, se Robert Goddard (forfatter).
Robert Hutchings Goddard (født 5. oktober 1882, død 10. august 1945) var en amerikansk professor, fysiker og raketpionér. Rakettens historie som krigsvåben og fyrværkeri går tilbage til 1200-tallet, men alle datidens typer brugte et fast, krudtlignende brændstof. I 1926 opsendte Goddard sin revolutionerende raket, drevet af flydende ilt og benzin. Senere videreudviklede han brugen af flydende luftarter som drivmiddel, raketstyring ved hjælp af gyroskoper og bevægelige vingeblade i udstødningen samt instrumentbærende raketter, ligesom han tog patent på flertrinsraketten.
NASAs Goddard Space Flight Center er opkaldt efter ham.